# Кебили (област)
Кебили (на арабски: ولاية قبلي‎) е една от 24-те области (вилаети) на Тунис. Разположена е в южната част на страната и граничи с Алжир. Площта на област Касерин е 22 084 км², а населението е около 143 000 души (2004). Столица на областта е град Кебили.
Климатът в Кебили е много тежък и през зимата (нощите са много студени), и през лятото (температурите са много високи). Най-подходящото време за посещение на областта е през пролетта.